# 诺瓦东南大学
诺瓦东南大学（NSU）是美国佛罗里达州的一所私立研究型大学，主校区位于美国佛罗里达州劳德代尔堡和戴维。该大学由14个学院组成，提供150多个本科、研究生和博士学位课程。该校被列为R1研究型大学。
该大学成立于1964年，前身为诺瓦先进技术大学，其校址位于二战期间建造的一座前海军外围登陆场上，最初提供物理和社会科学的研究生学位。1994年，该大学与东南健康科学大学合并，并更为现名。诺瓦东南大学有超过20,000名学生在读，拥有超过216,000名校友。